# Glazebury
Glazebury är en by i kommunen Borough of Warrington i grevskapet Cheshire  i England. Byn är belägen 40,8 km 
från Chester. Orten har 1 002 invånare (2015).